# Salt Lake Valley

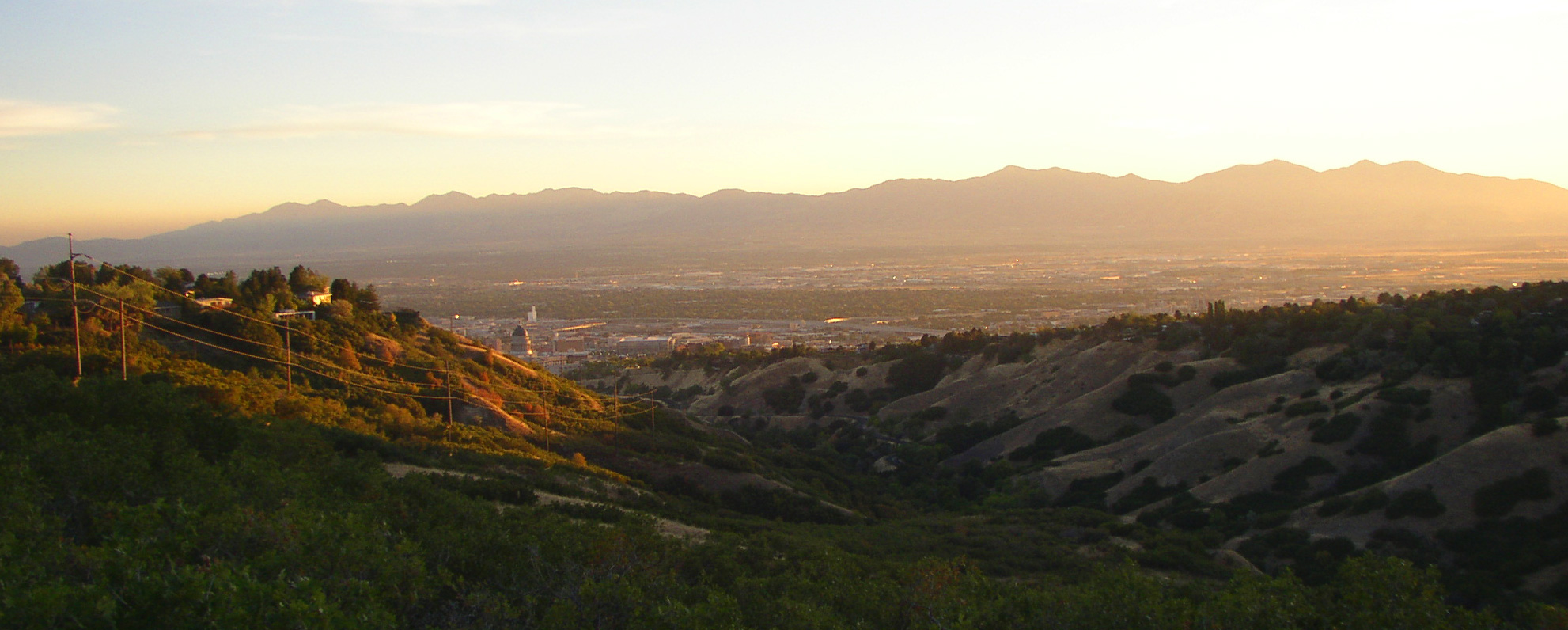
Část údolí s pohořím Oquirrh Mountains v pozadí.

Salt Lake Valley je údolí o rozloze 1300 km² nacházející-se v okrese Salt Lake County ve státě Utah ve Spojených státech amerických. V údolí se nachází hlavní město Salt Lake City a převážná část jeho předměstí (Murray, Sandy, South Jordan, West Jordan a West Valley City). Jde o místo, kde se v roce 1847 usadil Brigham Young. S výjimkou severozápadu, kde se nachází Velké Solné jezero, je celé údolí obklopeno vysokými horami. Na východě se nachází Wasatch Range, na západě Oquirrh Mountains a Traverse Mountains na jihu.